# Phyllophora filicerca
Phyllophora filicerca är en insektsart som beskrevs av Heinrich Hugo Karny 1924. Phyllophora filicerca ingår i släktet Phyllophora och familjen vårtbitare. Inga underarter finns listade i Catalogue of Life.